# フランシス・ゲイリー
フランシス・"フランク"・ゲイリー (Francis "Frank" Gailey、1882年1月21日 - 1972年7月10日) はオーストラリア生まれのアメリカの競泳選手。1904年のセントルイスオリンピックに出場した。 
オーストラリアのクイーンズランド州ブリスベン生まれ。後にアメリカに移住し1906年に市民権を得た。1904年のオリンピックではサンフランシスコのオリンピッククラブの支援を受けた。国際オリンピック委員会は公式ではゲイリーの4つのメダルをアメリカのメダル獲得数にカウントしている。しかし、いくつかのオーストラリアの新聞が2008年から2009年に行った調査によると、ゲイリーはその時オーストラリア国籍であったという。2009年にオーストラリアオリンピック委員会は「新たにオーストラリアに帰属になったゲイリーのメダルにより、本国が夏季オリンピックで獲得したメダルは449に増えた」と発表した。
1904年のオリンピックで4種類の競泳競技に出場した。参加者が少なかったため、全ての競技で最初から決勝戦となった。10月6日、220ヤード自由形に出場しチャールズ・ダニエルスに2秒差で負け2位となった。同日、1マイル自由形にも出場し約29分のタイムを出し、ドイツ人エーミール・ラウシュ、ハンガリー人キシュ・ゲーザに次いで3位となった。翌日、残りの2競技に出場した。440ヤード自由形では再びチャールズ・ダニエルスに次いで2位、880ヤード自由形ではエーミール・ラウシュに次いで2位となった。2日間で3つの銀メダルと1つの銅メダルを獲得した。

## さらに見る
- オリンピックの競泳競技・男子メダリスト一覧